# Оливейра, Натан
Натан Оливейра (англ. Nathan Oliveira; 19 декабря 1928, Окленд, Калифорния — 13 ноября 2010, Пало-Альто, Калифорния) — американский художник, гравёр и скульптор. С конца 1950-х годов Оливейра провёл около ста персональных выставок, а также участвовал в сотнях групповых выставок в крупных музеях и галереях по всему миру. Преподавал студийное искусство в Калифорнии в течение нескольких десятилетий, начиная с начала 1950-х годов, когда работал в Калифорнийском колледже искусств и ремесел (ныне Калифорнийский колледж искусств) в Окленде. В качестве приглашенного художника преподавал в нескольких университетах, стал профессором студии искусства Стэнфордского университета. .
В 1999 году за свои заслуги в области искусства и культуры удостоен почётной степени командора Ордена Инфанта дона Энрике, присуждаемой президентом Португалии и правительством Португалии.
В 2002 году состоялась выездная выставка «Искусство Натана Оливейра», организованная Музеем искусств Сан-Хосе и приглашенным куратором Питером Зельцем. На выставке была представлена монография «Натан Оливейра» Питера Зельца с предисловием Сьюзен Ландауэр и эссе Джоанн Мозер, опубликованная издательством Калифорнийского университета.

## Биография
Натан Варгус Родерик (англ. Nathan Vargus Roderick) Родился в Окленде, штат Калифорния, в семье португальских иммигрантов. Фамилию Оливейра получил от приёмного отца. Окончил старшую школу Джорджа Вашингтона в Сан-Франциско. Искусству учился в Калифорнийском колледже искусств и ремесел в Окленде, где в 1951 году получил степень бакалавра искусств в 1951 году, а в 1952 году — степень магистра искусств. Во время обучения прошёл восьминедельный летний курс рисования в Миллс-колледже, который вёл немецкий экспрессионист Макс Бекман. Подучив образование, преподавал искусство в нескольких колледжах, включая Калифорнийский колледж искусств, Калифорнийскую школу изящных искусств (ныне Институт искусств Сан-Франциско), Чикагский университет, Калифорнийский университет в Лос-Анджелесе и Стэнфордский университет:
- 1952—1953 — преподаватель гравюры, Калифорнийская школа изящных искусств, Сан-Франциско, штат Калифорния;
- 1952—1953 — преподаватель акварели, Калифорнийский колледж искусств, Окленд, штат Калифорния;
- 1955—1956 — кафедра графики, Калифорнийский колледж искусств, Окленд, штат Калифорния;
- 1961—1962 — приглашенный профессор живописи, Чикагский университет, Чикаго, штат Иллинойс;
- 1962—1963 — приглашенный профессор студии искусства Калифорнийского университета, Лос-Анджелес, штат Калифорния;
- 1963—1964 — приглашенный профессор студии искусства Корнеллский университет, Итака, штат Нью-Йорк;
- 1964—1996 — профессор студийного искусства, Стэнфордский университет, Стэнфорд, штат Калифорния.

Во время преподавания в Стэнфорде в летние месяцы Оливейра работал в качестве приглашенного художника в Колорадо и на Гавайях. Он также состоял в Почётном совете Общества защиты животных Силиконовой долины в Милпитасе, штат Калифорния, с 2007 года до своей смерти в 2010 году.
Натан Оливейра умер в своем доме в Стэнфорде, штат Калифорния, 13 ноября 2010 года. 12 января 2011 года в Стэнфордском мемориальном соборе состоялась поминальная служба.

## Награды
- 1999 — почётный командор Ордена Инфанта дона Энрике;
- 1996 — почётный доктор изящных искусств Института искусств Сан-Франциско;
- 1996 — награда Калифорнийского общества гравёров за выдающиеся художественные достижения;
- 1994 — избран членом Американской академии искусств и наук, Кембридж;
- 1994 — избран членом Американской академии искусств и литературы, Нью-Йорк;
- 1992 — профессор-эмерит стипендии Энн О’Дей Мэйплз в области искусств, Стэнфордский университет, Калифорния;
- 1988 — профессор стипендии Энн О’Дей Мэйплз в области искусств Стэнфордский университет, Калифорния;
- 1985 — академик графики Национальной академии дизайна, Нью-Йорк;
- 1984 — премия в области искусства Американской академии и институту искусств и литературы, Нью-Йорк;
- 1982 — избран членом Национальной академии дизайна, Нью-Йорк;
- 1974 — индивидуальный грант Национального фонд искусств;
- 1968 — почётный доктор изящных искусств, Калифорнийский колледж искусств и ремесел, Окленд, Калифорния;
- 1963—1964 — Tamarind Lithography Fellowship, Лос-Анджелес, Калифорния;
- 1963 — специальный приз Arte Actual de America y España, Мадрид, Испания;
- 1959 — бронзовая бедаль Нормана Уэйта Харриса, Чикагский институт искусств, Чикаго, Иллинойс;
- 1958 — стипендия Гуггенхайма;
- 1957 — грант фонда Луи Комфорта Тиффани.

## Стиль
Хотя Оливейру часто ассоциируют с фигуративной живописью Области залива, он был эстетически независимым художником и считал, что его картины находятся под сильным влиянием Виллема де Кунинга, Альберто Джакометти и Фрэнсиса Бэкона . До и во время учёбы в художественном колледже он посещал выставки-ретроспективы мастеров европейского экспрессионизма Оскара Кокошки, Эдварда Мунка и Макса Бекмана в Мемориальном музее М. Х. де Янга, что также оказывало на него влияние. Однажды Оливейра заявил: «Я не являюсь частью авангарда. Я часть „гарда“, который приходит потом, ассимилируется, консолидируется, совершенствуется».
Оливейра рано зарекомендовал себя как мастер изображения отдельных фигур в импровизационном стиле. Со временем темы работ и стиль художника сильно изменились, он начал рисовать животных, хищных птиц, человеческие головы, маски, ню, натюрморты и фетиши. Оливейра также создал серию картин о местах, которые рассказывают историю культуры шаманизма. Большинство картин художника либо написаны в ярких цветах, но с изображением мрачных человеческих фигур, либо представляют собой работы абстрактного экспрессионизма, смутно напоминающие морские пейзажи. Картина «Море» 1959 года, находящаяся в собрании Художественного музея Гонолулу, является примером подобных почти абстрактных морских пейзажей.
В течение жизни Оливейра создал запоминающиеся работы с использованием множества техник, включая картины маслом, акрилом на бумаге, рисунки тушью, углем и карандашом, литографии, офорты, плакаты и скульптуры из глины, воска и бронзы. Наибольшую известность ему принесли монотипные произведения — однократный отпечаток на бумаге рисунка, выполненного на металлической пластине. Обзор работ в бронзе Оливейра прошёл в Арт-центре Пало-Альто в 2008 году. Работа Оливейры находятся в Коллекции Ди Росы.

## Аукционный рекорд
12 ноября 2002 года картина Натана Оливейры «Сидящая фигура на розовом фоне» (Seated Figure with Pink Background, холст, масло, 1960) была продана на аукционе Sotheby’s в Нью-Йорке за 317 500 долларов (включая комиссию аукциона).

## Windhover Contemplative Center
В течение 1990-х годов Оливейра работал над серией картин на основе цепной линии, наблюдая за полётом птиц, таких как пустельга, за окнами студии в Стэнфорд-Хиллс. Друг Оливейры, поэт Десмонд Иган, навал серию Windhover (с англ. — «{{{1}}}»), обнаружив параллели между картинами и одноимённой поэмой Джерарда Мэнли Хопкинса 1877 года.
В июне 2013 года Стэнфордский университет начал строительство здания Windhover Contemplative Center площадью 371 м², чтобы разместить в нём четыре картины из серии Оливейры. Здание предназначалось для размышлений и медитации преподавателей, сотрудников и студентов Стэнфорда, как задумывал Оливейра и его жена Рамона.
Проект здания выполнила компания Aidlin Darling Design. Он открылся 9 октября 2014 года. Windhover Contemplative Center расположен напротив Roble Hall. В качестве материала использованы утрамбованная земля и дерево. В здании три внутренних помещения для картин Оливейры. Наружное оформление включает водное зеркало и сад для медитации. Остекление позволяет видеть картины снаружи.